# دين الإنويت

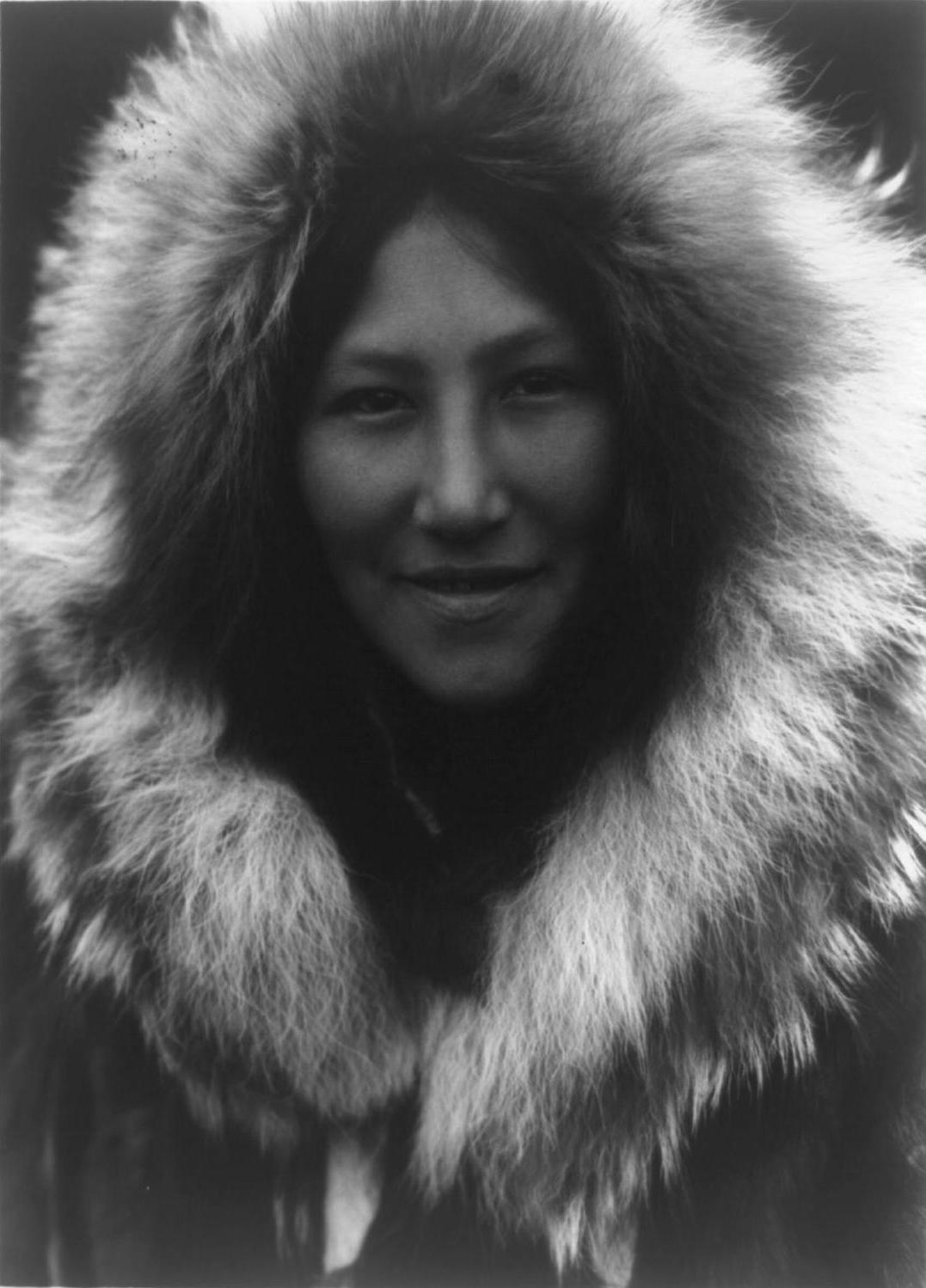
امرأة من الإنويت

دين الإنويت (بالإنجليزية: Inuit religion)‏ هو المعتقدات والممارسات الروحية المُشتركة للإنويت (الإسكيمو)، وهم أحد الشعوب الأصلية في كلٍّ من ألاسكا وكندا وجرينلاند. ويتشابه دينهم في العديد من جوانبه مع ديانة ألاسكا الأصلية. تشمل الممارسات الدينية التقليدية للإنويت الروحانية والشامانية، حيث نجد أنَّ المعالجين الروحيين يلعبون دور الوسيط أو الوسيلة التي تؤدي للاتصال مع الأرواح. يتبع العديد من الإنويت اليوم المسيحية، لكن روحانية الإنويت التقليدية تستمر كجزء من التقاليد الشفوية الحية وجزء من مجتمع الإنويت المعاصر. حيث يمارس الإنويت التوافق الديني لإحداث نوع من التوازن بين اللاهوت الأصلي والعقيدة المسيحية في داخل مجتمعاتهم. كما وإنَّ أساطير الإنويت تتشابه كثيرا مع باقي أساطير الشعوب الأخرى التي تسكن المناطق القطبية.

## أسطورة أصل العالم
في البدءِ، كان العالم مجرد ماء، مساحة هائلة من المياه. وفي أحد الأيام، بدأت الصخور تسقط من السماء، وتراكمت حتى تم إنشاء الأرض. ثم ظهر الرجال، لكنهم كانوا رجالاً سيئي الخلق، ولم يتمكنوا من المشي أو إعالة أنفسهم. ثم في أحد الأيام ظهرت امرأة فقررت الاعتناء بهم جميعاً وبفضل هذه المرأة ولدت الإنسانية.

## أسطورة أصل الإنسان
في أصل العالم، كان هناك رجل وامرأة واحدة فقط، بدون حيوانات. طلبت المرأة من كايلا إله السماء أن يملأ الأرض. أمرها كايلا بحفر حفرة في الجليد لتصطاد. ثم كانت تخرج من الحفرة، واحدا تلو الآخر، جميع الحيوانات، وخرج الوعل أخيرًا. أخبرها كايلا أن الوعل هدية لها، أجمل هدية يمكن أن يقدمها لها، لأنها ستطعم شعبها. تضاعفت الوعول وتمكن أطفال البشر من اصطيادها وأكل لحومها ونسج ملابسهم وصنع خيامهم من جلودها.
ومع ذلك، اختار البشر دائمًا أجمل وأكبر وأسمن الوعول. وفي وقت قصير بقي فقط النحيف والضعيف والمريض، لذلك ضعف الإنويت عن طريق أكلهم هذه النوعية من الوعول المريضة. ثم اشتكت المرأة إلى كايلا. فأعادها إلى الجليد وأمسكت بالذئب، الذي أرسله أمروك، روح الذئب، ليأكل الحيوانات الضعيفة والمريضة من أجل الحفاظ على الوعول بصحة جيدة.

## الحيوانات
يعتقد الإنويت أن الحيوانات تمتلك روحًا أو أنيرنيت. هؤلاء لا يصطادهم الإنويت، لكنهم يصطادونها عندما يموت الحيوان، يقيم الصياد احتفالًا قصيرًا للتأكد من عودة روحه إلى العالم غير الدنيوي وإعادة الانضمام إلى المجتمع الحيواني، وهو جاهز للعودة كفريسة. في معظم أنحاء ألاسكا، تقام مهرجانات مهمة للتعرف على مظهر الحيوانات في العالم والتأثير عليه.

## الموت
بعد الموت الروحي، يدخل جزء من روح الإنويت إلى الجحيم أو الجنة، اعتمادًا على كيفية موته. جزء آخر سينضم إلى قريب مولود: فرض اسم شخص متوفى على الطفل يعني أن أسلافه سينقلون إليه بعض الصفات الشخصية.

## أصل الجبال

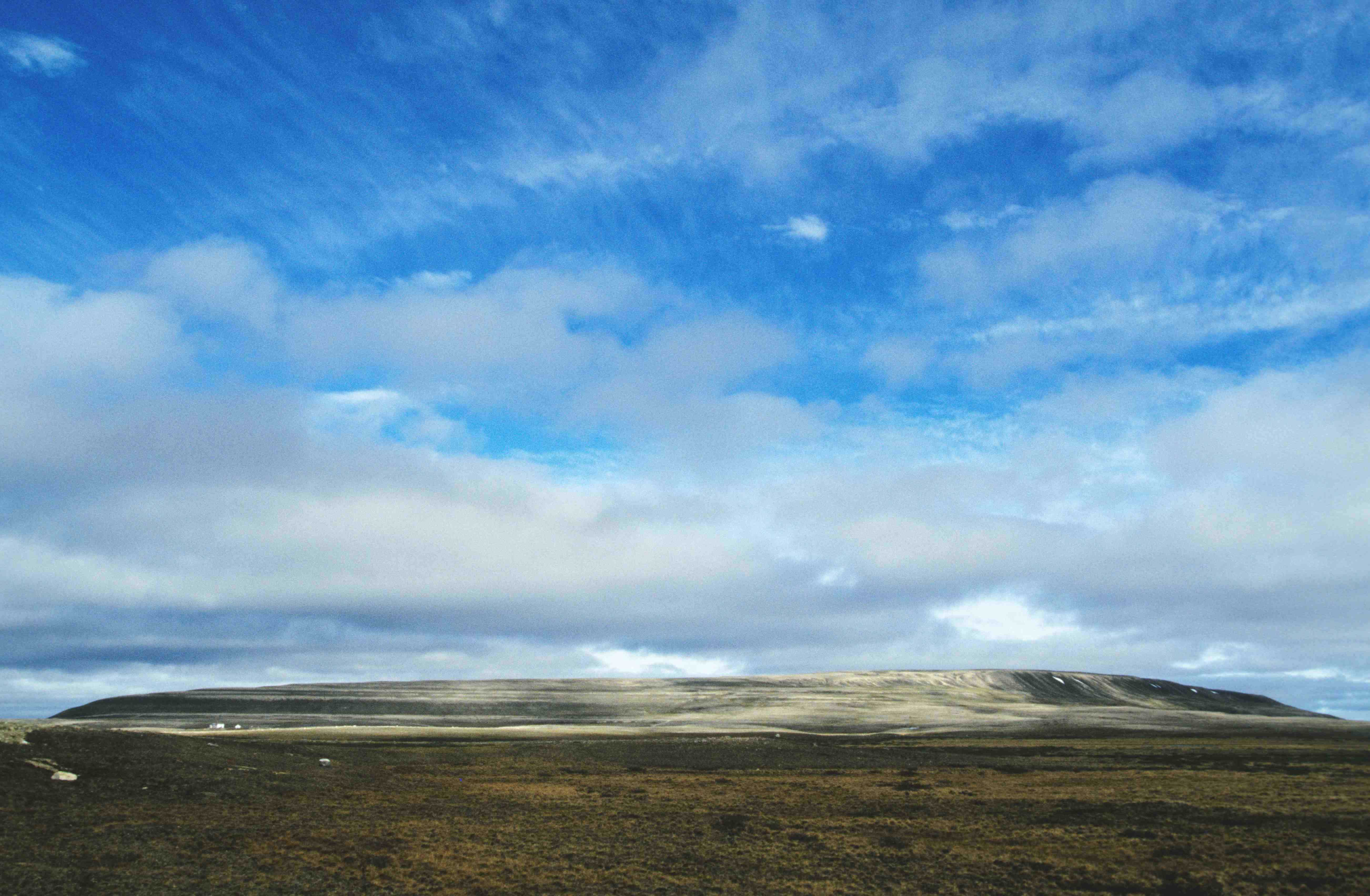
جبل بيلي، شمال كامبريدج باي (جزيرة فيكتوريا).

منذ آلاف السنين عند أول الإسكيمو يتبع الوعل إلى الأرض الجديدة، وجد الأراضي يسكنها نوعين من الناس.

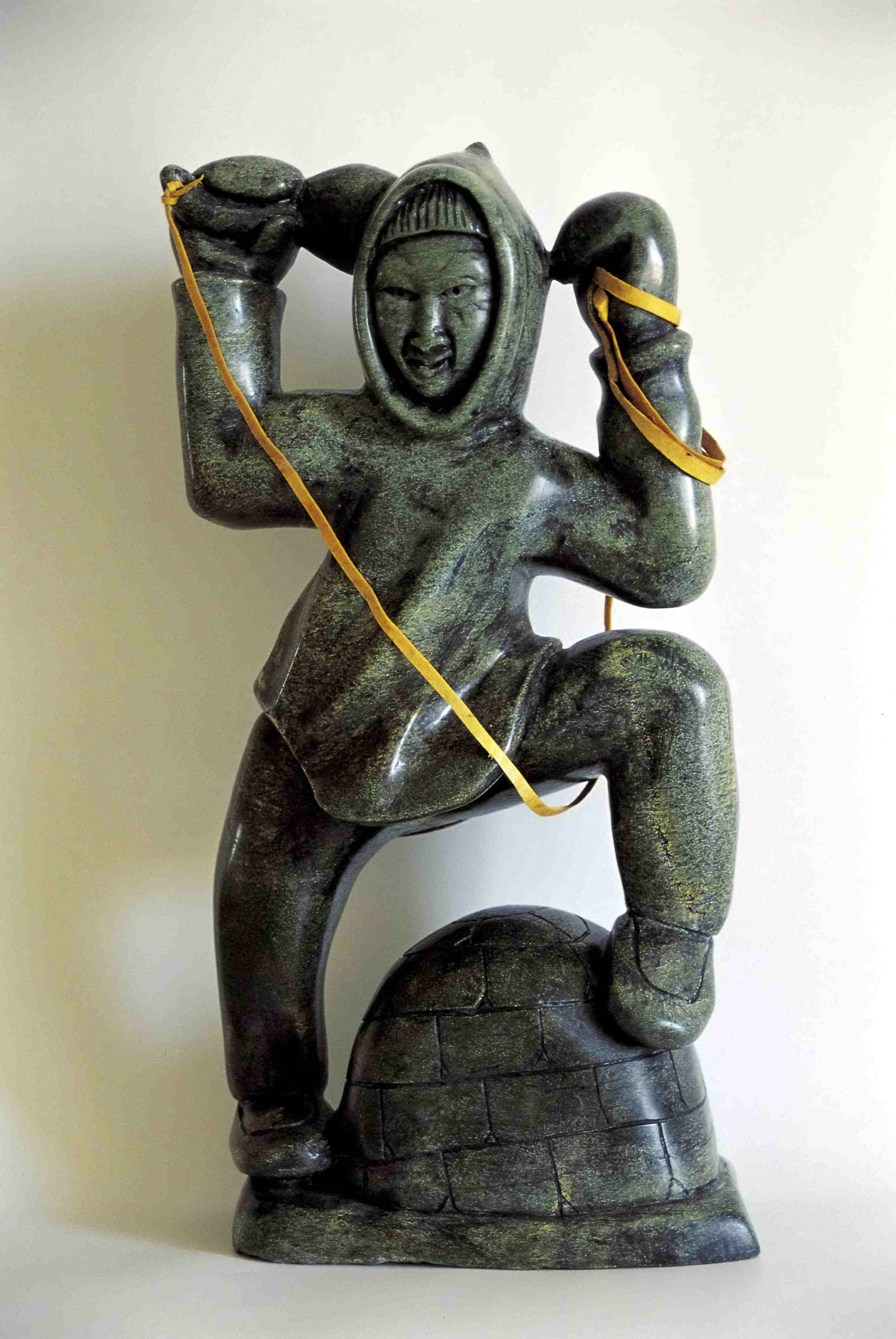
عملاق يدمر كوخ الإسكيمو، فن الإنويت.

وكانوا التونكين، المخيف عملاق قياس خمس مرات حجم الإسكيمو. على التونكين كانت عنيفة المحاربين، وأنها تحب التقاط الإسكيمو لتناول الطعام. لكن الاستخبارات لم تكن المتقدمة، الإسكيمو تدار لتفادي الهجمات.
ولكن يوم واحد، صياد كان ينظر من قبل تونكي، الذي بدأ في مطاردة لك لالتهام. ترى هذا آخر جائع تونكي بالإضافة إلى الاضطهاد، على الرغم من الإنويت كان سريع وأكثر مرونة بكثير من العملاق، تم القبض عليها. وجود الهروب، يسأل الإسكيمو: «لماذا يريدون فخ لي؟» إلى كل من ردت بصوت واحد: «أنا جائع أريد أن آكل». ثم الإنويت، مما يجعل استخدام المكر، قال لهم: «أنا صغير فقط الإسكيمو، اللحم قد لا تكون كافية لتغذية اثنين كبيرة التونكين! التي أكلت؟». مع اثنين من عمالقة فاجأ والبدء في محاربة الحق عن الإسكيمو. «رأيته أولا!» «شكرا لك ماذا كنت المحاصرين!». بعد لحظات قليلة من المناقشة، الإسكيمو اقترح أن كلا التونكين الصراع بين أنفسهم، التطوعي للقفز داخل المقلاة من الفائز.
ثم يبدأ القتال الأكثر فظاعة في تاريخ الرجل، أيام وليال كاملة التونكين قصفت وألقيت على الأرض. ومع كل ضربة، إيسترلون في تربة الأرض، وقولبتها، وتشكيل الوديان العميقة، لطيف التلال الجداول كبيرة. المعركة لم تتوقف لعدة أيام حتى سقطت استنفدت مع آخر ضربة كبيرة من أجسادهم. الإسكيمو الذي كانت تنتظر بصبر نهاية الحرب، عندما رأى اثنين من عمالقة استنفدت، اخترقت قلوبهم مع السهام وعاد إلى قريته.
آلاف السنين في وقت لاحق، عند كل العمالقة وهذا ذكي الإسكيمو قد اختفى من على وجه الأرض والجبال والوديان استمر في إعطاء شهادة من الكفاح العظيم من العمالقة.

## أسطورة الشمس والقمر
تقول الأسطورة أنه، منذ فترة طويلة، في قرية صغيرة عاشت عائلة مكونة من أب وابنه وابنته. ويقال أنه مع الوقت، شقيق وقعت في الحب مع أخته وبدأ أصبح هاجس. هذا وكان هاجسه أن يوم واحد وقال انه قرر أن أقول لهم من خلال رفضهم بدأ التحرش بها والضغط عليها. هذا في مواجهة الضغوط قررت الهروب يصبح القمر في حين أصبح شقيقه الشمس الواردة إلى مطاردة. مطاردة أبدية إلا في أوقات الكسوف الإسكيمو نعتقد أن الأخ قد تمكنت من القبض على شقيقة، لكنه سرعان ما تمكن من الهروب منه وإكمال الرحلة.

## الفيضان العظيم
الإسكيمو نعتقد أن الثلج والجليد التي تغطي القطب الشمالي هي نتيجة الطوفان العظيم الذي حدث في الماضي فيضانات هائلة حتى أنه حتى تمكنت من تغطية الجبال والوديان.

## أسطورة سيدنا

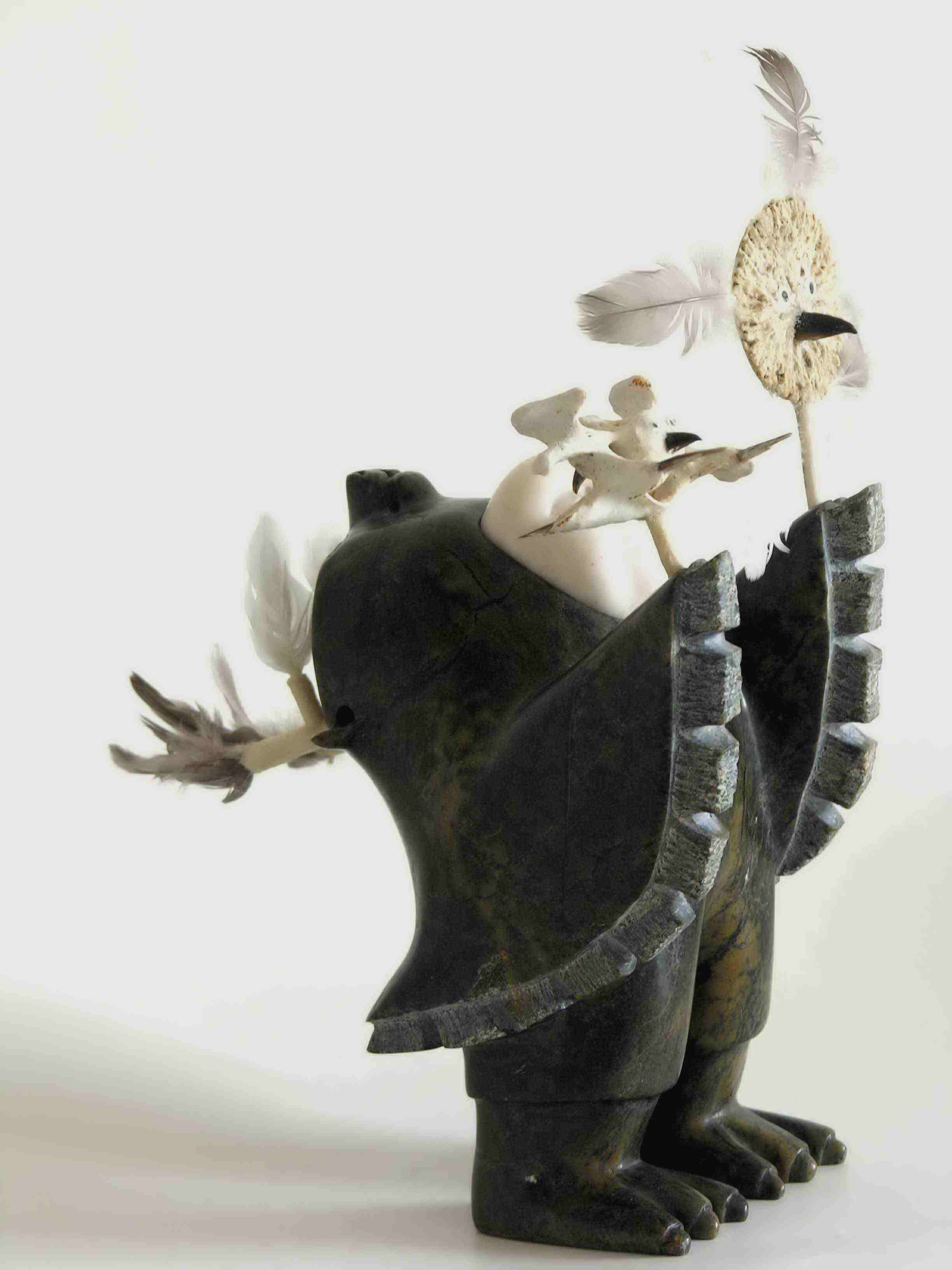
أنجاكوك (شامان)، فن الإنويت.

سيدنا آلهة أسطورية من الإسكيمو الناس، ولا تزال حتى اليوم هي معروفة جدا، هناك العديد من الإصدارات مثل شعوب الإسكيمو. بل هو أيضا أصل الاسم من الكواكب الصغيرة (90377) سيدنا.
على الجزيرة البعيدة امرأة شابة جميلة تعيش وحيدة مع والدها الأرمل. عندما كان العمر ما يكفي، لا أحد يريد أن يتزوجها. ولكن يوم واحد ترى تظهر في الأفق القارب الذي كابتن وسيم غريب، اغراء زوجها وترك معها. في وقت لاحق الفتاة أن تدرك أن القبطان كان في الواقع شامان (وفقا إصدارات أخرى، يكون الكابتن الطيور، السحر، الطيور-رجل أو كلب).
بعد فترة من الزمن، أبيه سمعت يشتكي ما وراء البحار: كانت ابنته التائبين، يائسة لمعرفة هوية حبيبته، الذين يتعرضون لسوء المعاملة. ثم شرعت على قوارب الكاياك الذهاب لها بعد التعافي، على حد تعبيره إلى البحر معها.
رؤية سيدنا الفرار، الشامان، وهبت مع قوى خارقة للطبيعة، وأمر البحر فتحت العنان عاصفة غاضبة. والد سيدنا، يخاف، يدخل ما يعتقد انه سوف البحر التي أودت بحياة ابنته، والرمح من البحر. لكنها تمكن من الارتفاع إلى السطح، ويحاول التشبث حافة القارب. كما انه وضع السفينة في خطر، والد قطع أصابع ابنته بفأس، والتي أصبحت الأسماك، الأختام الصغيرة، وكذلك الإبهام واليدين، التي تتحول إلى «اوكج» أو الأختام من الأعماق، والفظ الحيتان وجميع الحيوانات البحرية. المحيط هدأ الغضب العنان من قبل الشامان وسيدنا غرقت إلى أسفل، حيث لا يزال يقيم باعتبارها إلهة البحر في منطقة تسمى ادليدن، حيث أنها تأتي من أرواح الموتى إلى محاكمة.
عندما الصيد ليست جيدة، أو عندما يكون البحر هائجا، فإن الاعتقاد هو أن سيدنا هو غاضب لأن شعره هو متشابكة، عدم وجود الأيدي، لا يمكن أن يتبع. ومن ثم عندما الشامان، مع السحر، مشط سيدنا واستعادة الهدوء.
هذه الأسطورة يعلم أن الصيادين تعيش مع الالتزام لعلاج البحر النساء باحترام.

## أسطورة إيجيراق

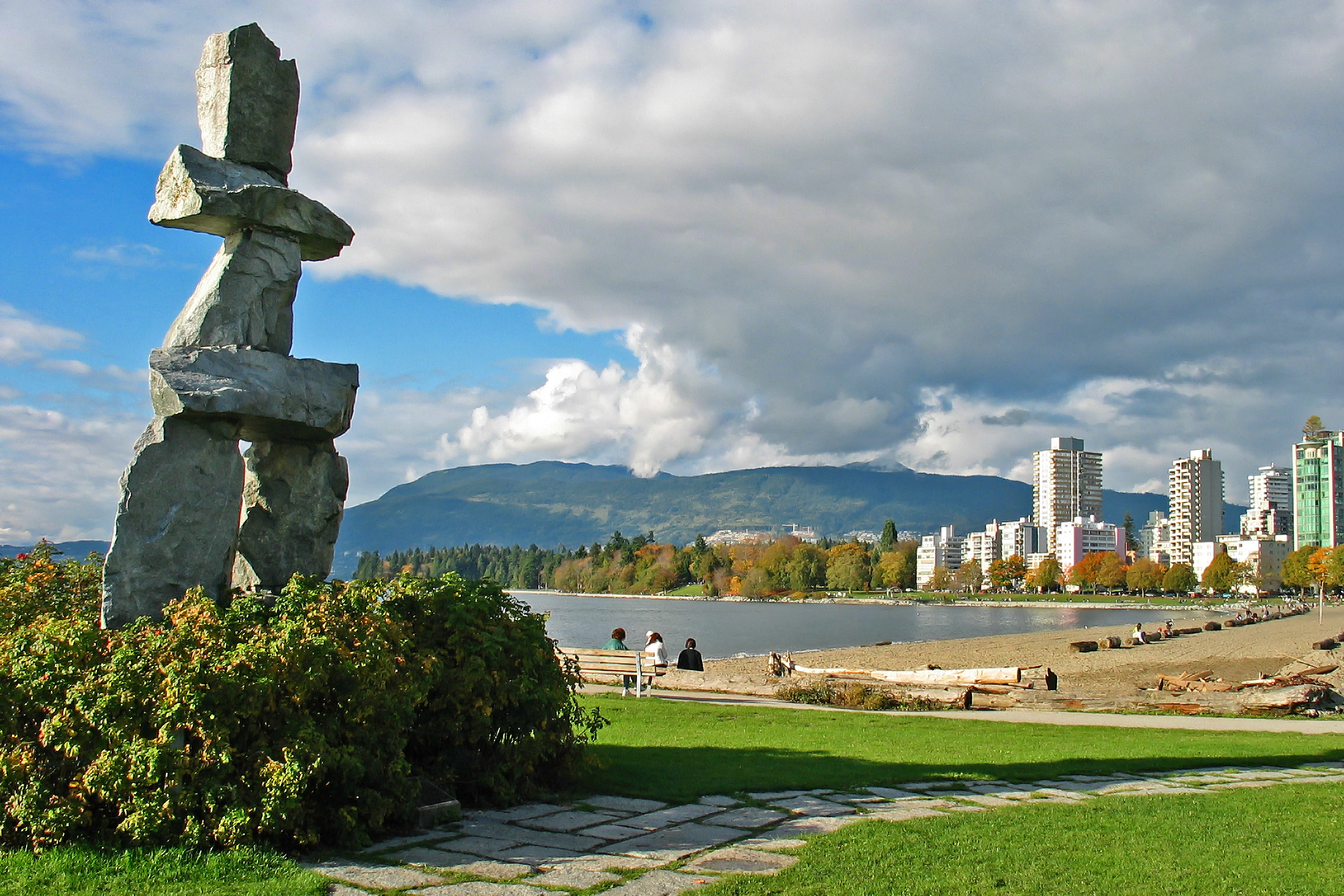
إنكشوك.

في أساطير الإنويت، إيجيراق هو الوحش الذي يخطف الأطفال ويخفيهم إلى الأبد. اسمه يعني «الذي يختبئ». يسمح حجر إنكشوك للأطفال بالعثور على طريقهم إذا كان بإمكانهم إقناع إيجيراق بالسماح لهم بالرحيل. قمر زحل يسمى إيجيراق نسبة إلى هذا المخلوق.

## آلهة ثانوية أخرى
وفقا للتقاليد الشفوية، كما أن هناك عدد قليل من كتب المراجع، الإسكيمو الكلام من الآلهة الصغيرة ذات مفاهيم الطبيعة جيمس هيوستن تعيين هذه الآلهة:
- سيلا: الألوهية من الهواء، يعتبر جوهر الحياة، الإله الذي يديم العالم ويحافظ عليه. هو مثل

نوع مانا أو الجوهر الذي يبقى في العالم.
- بينغا: إلهة الخصوبة، طب الصيد.
- كيلرتيترنج: روح الظواهر الجوية والحيوانات. حامي من الصيادين والصيادين.
- نونا: لاهوت الأرض، هو الإله الذي يسكن في الأرض ويحافظ عليه.
- سارهنك: آلهة الشمس، الشمس، يتعرض، أنثى الإله المتجسد سارهنك.
- اورونا: آلهة الهواء، هو الذي يخلق قوية الرياح القطبية.
- توكيك: هو ذكر الله القمر، تقول الأسطورة أن توكيك قادرة على الحصول على الحوامل كل امرأة واحدة تعمل في وقت متأخر في ليلة اكتمال القمر، حتى أنه في أيام اكتمال القمر، النساء على تجنب البقاء حتى وقت متأخر إلا إذا كنت تريد أن تصبح حاملا.
- تيكيتسرتوك: الله من الوعل.

## قراءة معمقة
- Houston, James (2000). Memorias del ártico: mi vida con los inuit. Barcelona: Alba editorial. ISBN 9788484280439.
- Molyneaux, Brian (2006). Mythology Of The North American Indians And Inuit Nations. Anness Publishing. ISBN 9781844763153.
- Zimmerman, Larry J. (2004). Indios Americanos (vida, Mitologia Y Arte). Ediciones Jaguar. ISBN 9788495537560.
- Hernando de Larramendi, Ramón (1992). Esquimales. Mapfre.